# Energetika v Sloveniji
Skupna oskrba s primarno energijo (TPES, angleško Total primary energy supply) je v Sloveniji leta 2019 znašala 6,80 MTOE (angleško Million Tonnes of Oil Equivalent). Leta 2019 je proizvodnja električne energije znašala 16,1 TWh, poraba pa 14,9 TWh.
Proizvodnja električne energije je v Sloveniji proizvedena predvsem iz jedrskih energentov (41,7%) , hidroenergije (36,5%) in termoenergije (21,6%). Med manjše vire energije štejemo sončevo energijo, biogoriva in zemeljski plin. Slovenija je neto uvoznica energije, vse svoje naftne derivate (predvsem za transportno industrijo) in zemeljski plin namreč uvozi.